# Цивік-центр (Мангеттен)
Цивік-центр (англ. Civic Center) — площа і нейборгуд у Нижньому Манхеттені, Мангеттен, Нью-Йорк, який охоплює Ратушу Нью-Йорка, 1 Police Plaza, будівлі суду на Фолі-сквер, виправний центр Метрополітен та околиці. Район межує на заході з Трайбека на Бродвеї, на півночі з Чайна-таун на Ворт-стріт або Байярд-стріт, на сході з Іст-Рівер і Бруклінським мостом на північному сході з Іст-Ривер, а на півдні з Файненшл-дистрикт на Енн-стріт.